# Raon-l'Étape
Pour les articles homonymes, voir Raon.
Raon-l'Étape (prononcé [ʁɑ̃ letap] ou [ʁaɔ̃ letap] ) est une commune française située dans le département des Vosges, en Lorraine, dans la région administrative Grand Est.
Ses habitants sont appelés les Raonnais(es).

## Géographie

### Localisation
Raon-l'Étape est située au confluent de la Meurthe et de la Plaine à 285 mètres d'altitude. La ville est distante de 17 kilomètres de Saint-Dié-des-Vosges, de 44 kilomètres d'Épinal, de 69 kilomètres de Nancy et de 88 kilomètres de Strasbourg via le col du Donon. Nichée dans une vallée assez étroite, l'agglomération est dense, entourée de coteaux très boisés : la forêt occupe 59 % de la superficie communale. Première commune du département en venant de Nancy, on la surnomme la « porte des Vosges ».

### Géologie et relief
L'altitude de la mairie de Raon-l'Étape est de 300 mètres environ, la ville se situe entre 279 m et 610 m tandis que l'altitude moyenne est de 445 m environ.
Dès le XVIe siècle, le granite et le trapp ont été utilisés pour les besoins locaux,.
Carrière de trapp.

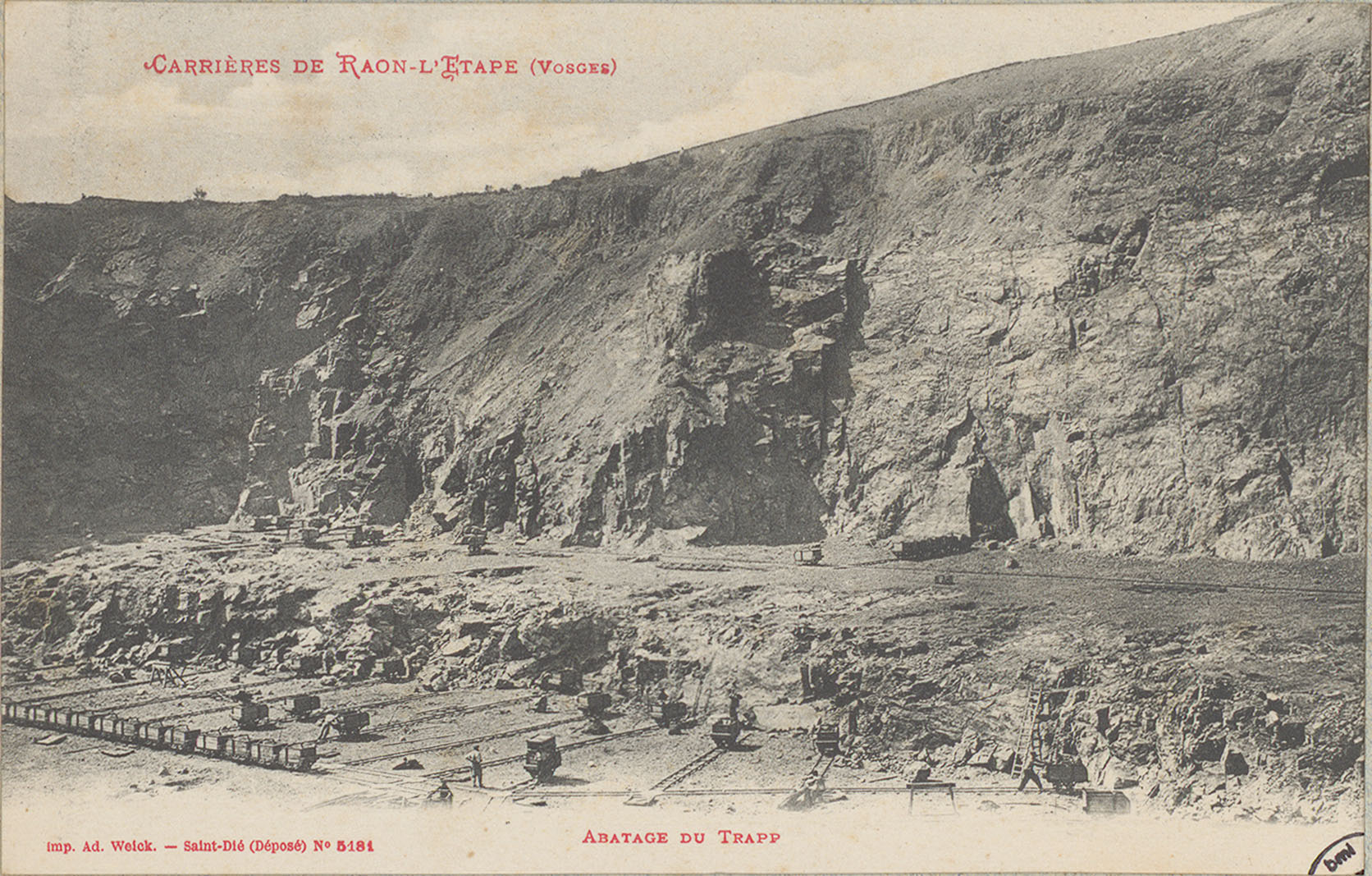
Abattage du trapp (fonds photographique Ad. Weick).
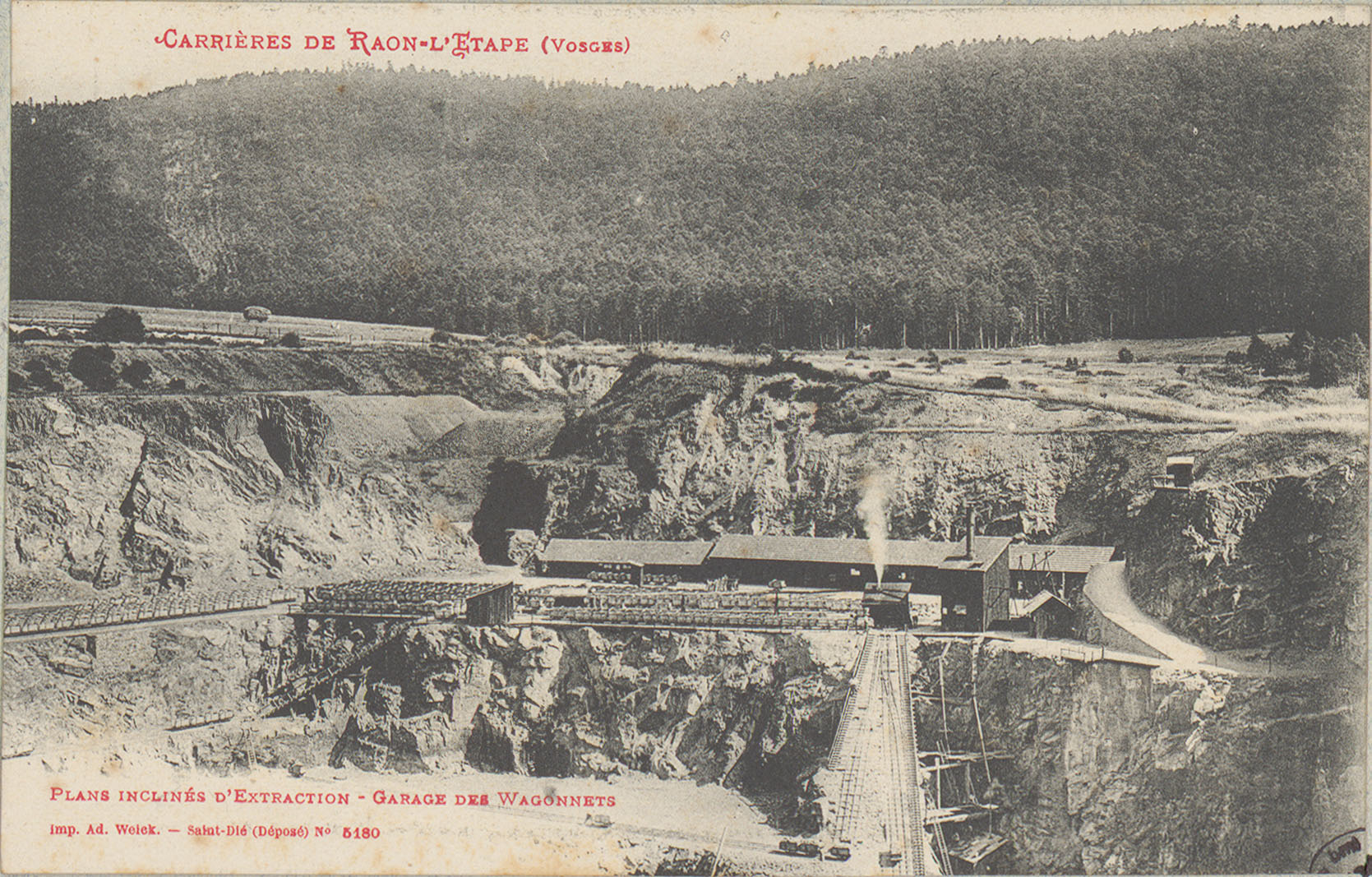
Plans inclinés d'extraction. Garage des wagonnets (fonds photographique Ad. Weick).

### Sismicité
La commune se trouve dans une zone de sismicité faible,.

### Hydrographie et Eaux souterraines
La commune est située dans le bassin versant du Rhin au sein du bassin Rhin-Meuse. Elle est drainée par le ruisseau d'Achen et le ruisseau Sattelbach.
Système d’information pour la gestion des eaux souterraines du bassin Rhin-Meuse : Cours d'eau (BD Carthage).
La commune est située dans le bassin versant du Rhin au sein du bassin Rhin-Meuse. Elle est drainée par la Meurthe, la Plaine, Grand Faing de Laneuveville, le ruisseau de Charmois, le ruisseau de la Forge Evrard, le ruisseau de la Trouche, le ruisseau de Mandois et le ruisseau le Grand Faing de la Neuveville,.
La Meurthe, d'une longueur totale de 160,6 km, prend sa source dans la commune du Valtin et se jette dans la Moselle à Pompey, après avoir traversé 53 communes,,.
La Plaine, d'une longueur totale de 34,3 km, prend sa source dans la commune de Grandfontaine et se jette dans la Meurthe sur la commune, après avoir traversé onze communes.
Source de la Criquette.
Le barrage de Vieux Pré complète le réseau hydrographique.

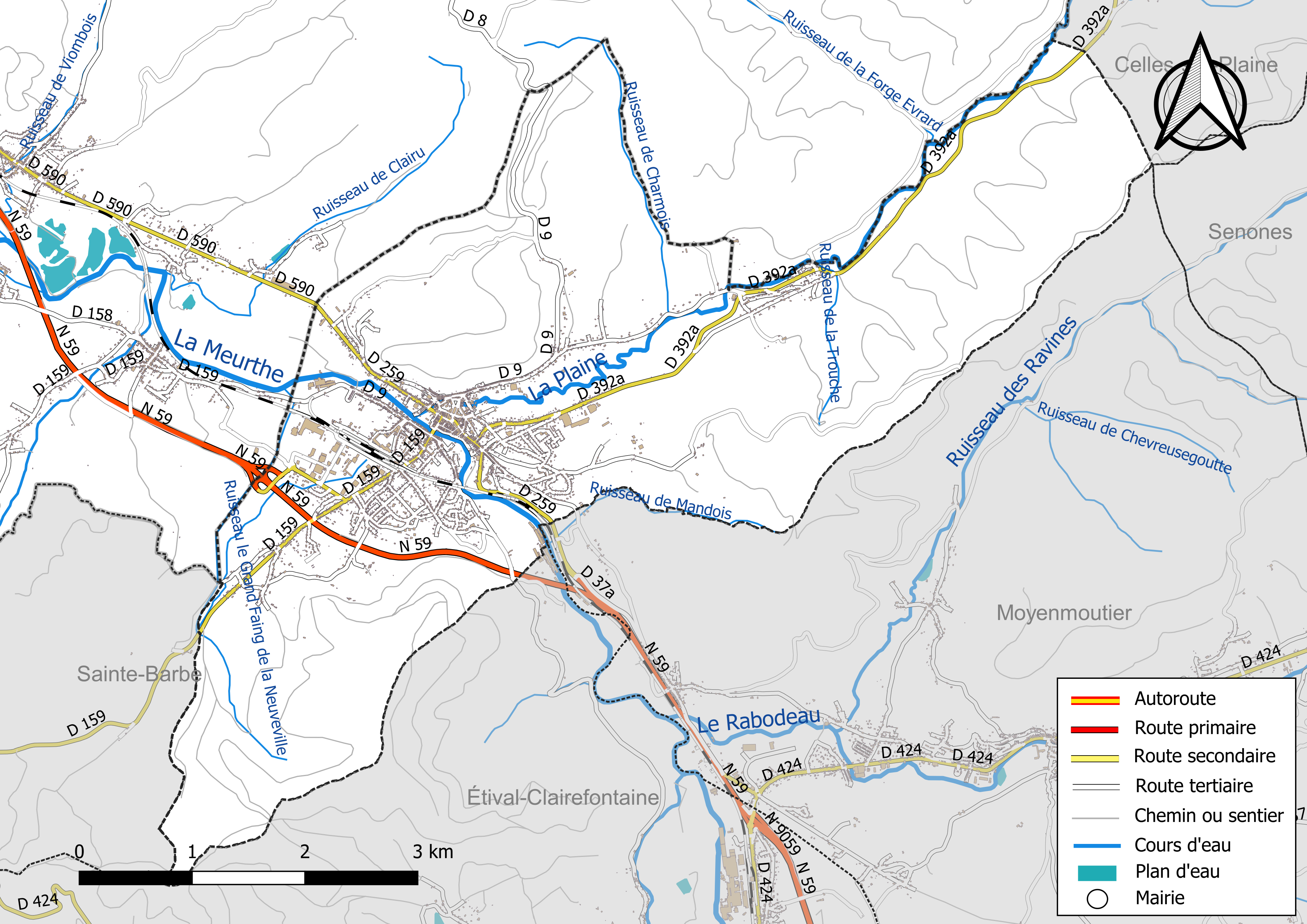
Réseaux hydrographique et routier de Raon-l'Étape.

La qualité des eaux de baignade et des cours d’eau peut être consultée sur un site dédié géré par les agences de l’eau et l’Agence française pour la biodiversité.

### Climat
Pour des articles plus généraux, voir Climat du Grand Est et Climat du département des Vosges.
En 2010, le climat de la commune est de type climat de montagne, selon une étude du Centre national de la recherche scientifique s'appuyant sur une série de données couvrant la période 1971-2000. En 2020, Météo-France publie une typologie des climats de la France métropolitaine dans laquelle la commune est exposée à un climat semi-continental et est dans la région climatique Vosges, caractérisée par une pluviométrie très élevée (1 500 à 2 000 mm/an) en toutes saisons et un hiver rude (moins de 1 °C).
Pour la période 1971-2000, la température annuelle moyenne est de 9,6 °C, avec une amplitude thermique annuelle de 16,5 °C. Le cumul annuel moyen de précipitations est de 984 mm, avec 12,8 jours de précipitations en janvier et 10,4 jours en juillet. Pour la période 1991-2020, la température moyenne annuelle observée sur la station météorologique de Météo-France la plus proche, « Badonviller », sur la commune de Badonviller à 11 km à vol d'oiseau, est de 10,2 °C et le cumul annuel moyen de précipitations est de 1 066,3 mm. 
La température maximale relevée sur cette station est de 39,1 °C, atteinte le 4 août 2022 ; la température minimale est de −22 °C, atteinte le 14 janvier 1960,,.
Les paramètres climatiques de la commune ont été estimés pour le milieu du siècle (2041-2070) selon différents scénarios d'émission de gaz à effet de serre à partir des nouvelles projections climatiques de référence DRIAS-2020. Ils sont consultables sur un site dédié publié par Météo-France en novembre 2022.

### Voies de communications et transports

#### Voies routières
La commune est située au croisement des départementales 159 B et 259.
Elle est contournée par la N59, reliant Colmar/Saint-Dié à Nancy.

#### Transports en commun
- Fluo Grand Est.
- TADDÉO, le service de « transport à la demande » de l'agglomération[21] :
  - transport à la demande (TAD) « gares » ;
  - transport à la demande « interurbain ».

### Communes limitrophes
| Bertrichamps Meurthe-et-Moselle          | Bertrichamps Meurthe-et-Moselle | Neufmaisons Meurthe-et-Moselle |
| Thiaville-sur-Meurthe Meurthe-et-Moselle | Raon-l'Etape                    | Celles-sur-Plaine Moyenmoutier |
| Sainte-Barbe                             | Étival-Clairefontaine           | Moyenmoutier                   |

## Toponymie
Le nom de la localité est attesté sous les formes Rua (1140) ; Ravon (1243) ; Ravons (1312) ; Rawon (1367) ; Zu Rafon (1396) ; Zu Rafen (1396) ; Hospitalis de Ravono (1436) ; Raon (1458) ; Raheon (1510) ; Raon la Tappe (1595) ; Rauon (1579) ; Roan (1622) ; Raon la Tape (1706) ; Raon l’Estappe (1711) ; Raon l’Etape, vulg. Ravon (1753) ; Raon l’Etappe (1760) ; Rapo ad stationem (1768).

Le toponyme originel de la commune est « Rua » (forme latine), puis « Ravon », mot lorrain signifiant confluent.

« L'Étape » est une déformation de « la Tappe », nom du droit de passage ou de l'impôt direct que devaient verser les marchands, maître flotteurs ou transporteurs par attelage, à l'administration des ducs de Lorraine.

« Raon-l'Étape » a pour forme savante le nom de la rivière Rabodeau, et a reçu pour toponyme le nom du cours d'eau sur lequel elle est située.

## Histoire

### Deux villes de part et d'autre de la Meurthe
Le bourg de Raon a été fondé au XIIIe siècle sur le vieux champ de Rua, à proximité de la Plaine et de la Meurthe, dominée par le château de Beauregard, château reconstruit et embelli par Ferry III, duc de Lorraine. Cette terre était située sur le ban de l'Abbaye Saint-Hydulphe de Moyenmoutier. Le duc de Lorraine, avoué de cette abbaye, contrôle les lieux de passage du sel et du blé vers la montagne et impose ses droits de péage et ses protections à proximité de la voie des Saulniers, la voie marchande alors la plus fréquentée franchissant le massif vers Saales et Sélestat.
La fondation ducale répond à un objectif de mise en valeur économique. Il attire de nouveaux bourgeois, car la ville délimitée admet la loi écrite et les transactions contractuelles dites de Beaumont. Cette ville basse est construite au milieu des eaux canalisées. Le succès de la fondation est renforcé par quelques privilèges ducaux et la ville s'érige, déjà protégée par la garnison du château de Beauregard dirigée par un capitaine, puis se fortifie promptement.

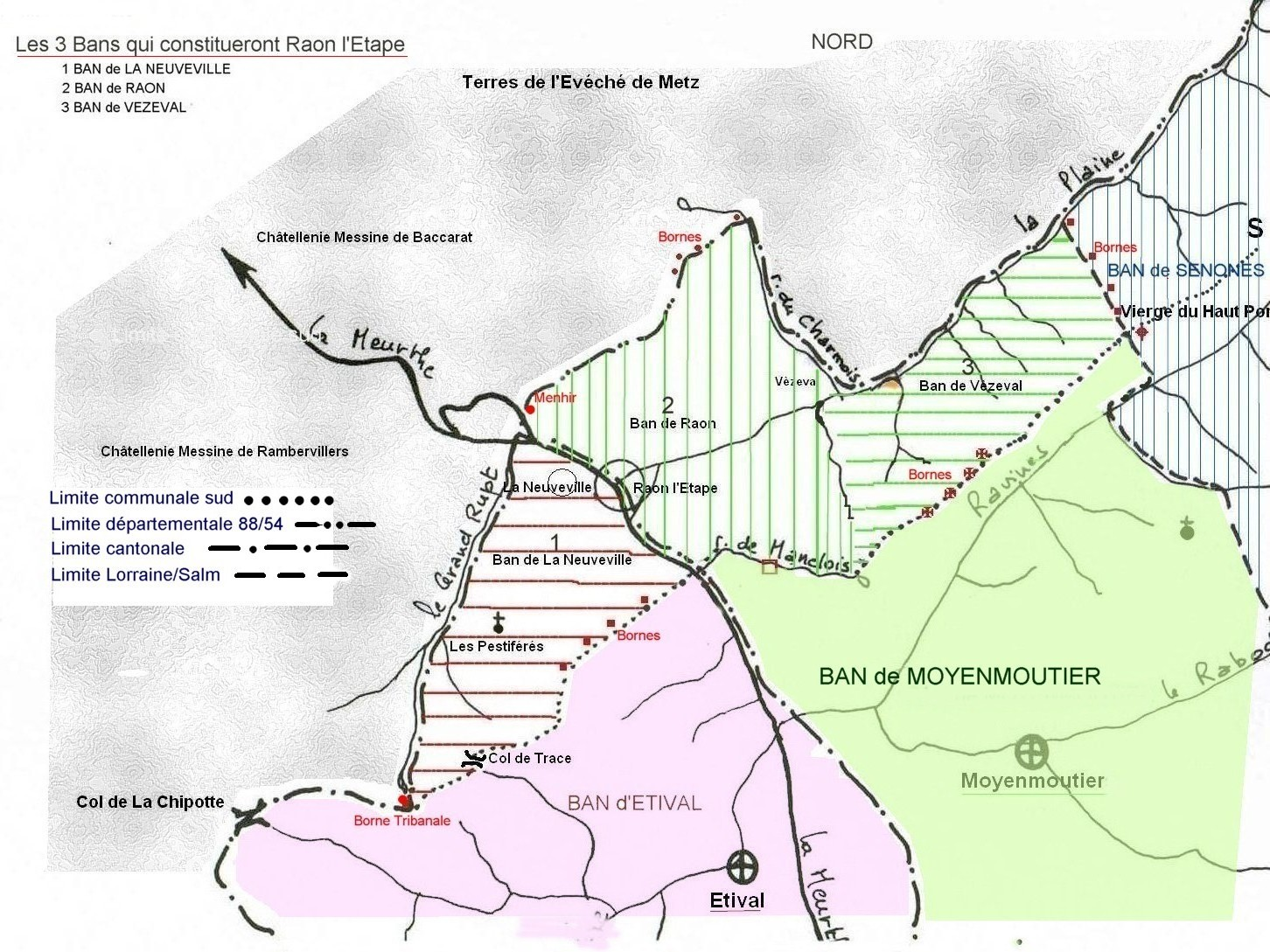
Les trois bans qui constitueront la commune

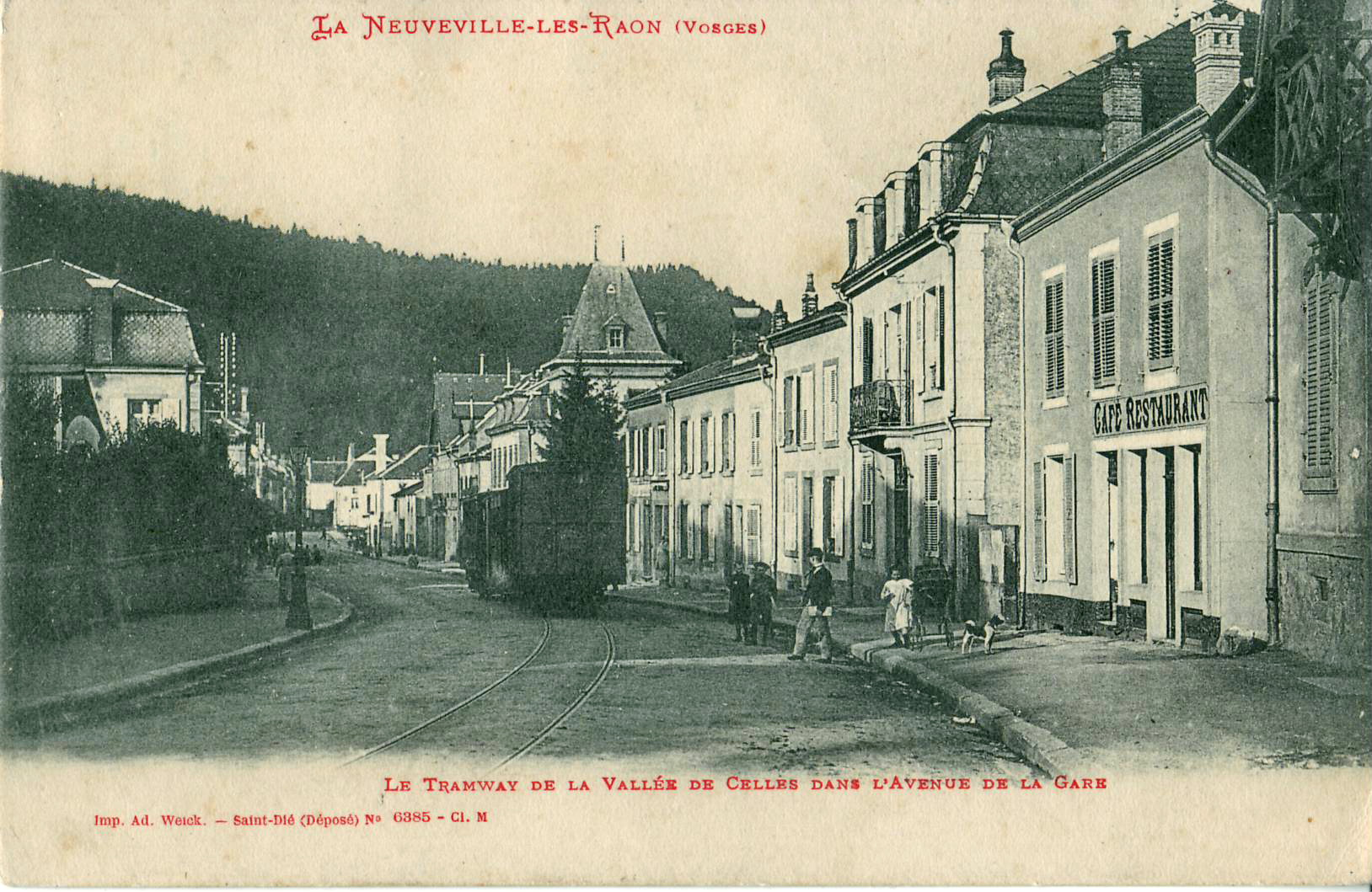
Une rame du Chemin de fer de la vallée de Celles passe à travers la rue de la Gare à La Neuveville, vers 1910 (fonds photographique Ad. Weick).

La Neuveville, sur la rive gauche de la Meurthe, est une création plus ancienne, au XIIe siècle, par une association du duc de Lorraine qui apporte protection et capitaux, et surtout des chanoines prémontrés d'Étival qui donnent le terrain et procurent le savoir-faire de leurs maîtres d'art et convers. Le port de La Neuveville permet d'expédier sur la Meurthe les trains de planches et de bois d'œuvre ; le flottage du bois en trains de grumes, de planches ou à bûches perdues a connu, en effet, un essor considérable dans la vallée raonnaise pendant les XVIe et XVIIe siècles. Les flotteurs ou localement « voileurs » ont marqué de leur empreinte la vie locale puisque la Meurthe est la rivière qui a transporté la plus grande quantité de bois de charpente et de chauffage dans tout le massif vosgien selon un rapport de 1785 rédigé par François-Michel Lecreulx. Les onze tableaux classés aujourd'hui monuments historiques sont attribués à Nicolas de Mirbeck (1738), élève d'Eugène Girardet. Il peignit des toiles qui illustre la vie quotidienne dans la forêt vosgienne de l’abattage au commerce des bois dans la vallée de la Meurthe. En dehors du peintre, 5 propriétaires se sont succédé jusqu’à que la ville de Raon-l'Étape en fasse l’acquisition en 1927. Sur les onze tableaux qui ornent la salle d'honneur de l'hôtel de ville, six représentent un aspect particulier du flottage par trains de bois, de planches ou à bûches perdues. Cela illustre bien la place qu'a occupée cette activité artisanale dans la vie locale. La croissance de la ville est rapide, et, alors que les moines blancs glissent vers une vie contemplative, l'administration ducale comprend qu'il faut prendre l'initiative de fonder Raon-l'Étape afin d'assurer la rupture de charge sur la rive droite qui se relie facilement à la montagne par l'axe marchand de la voie des Saulniers.
La Neuveville et son équipement portuaire passent petit à petit à la fin du XIVe siècle sous le seul contrôle ducal, tout en se démarquant farouchement de Raon-l'Étape par l'esprit d'indépendance de sa population.
Les deux villes qui restent modestes avec une population de l'ordre de quelques milliers d'habitants sont encore séparées par la rivière jusqu'à la fin du XIXe siècle. Mais elles ont été bien plus populeuses que la ville de Saint-Dié d'avant la fin du XVIIe siècle. Elles appartiennent alors au piémont lorrain des Vosges et Saint-Dié à la montagne.
La Neuveville est privilégiée par le chemin de fer, avec la création de la gare de Raon-l'Étape, sur la ligne de Lunéville à Saint-Dié, en 1864. Le rail qui lui apporte usines et croissance met fin paradoxalement au flottage du bois qu'elle avait contribué à développer au XIIe siècle. Raon-l'Étape acquiert précocement un prestige touristique par le charme désuet de sa vieille ville déclinante.
La commune actuelle est issue de la fusion en 1947, après les calamités de la Seconde Guerre mondiale, des deux communes sinistrées et dont les habitants restants étaient fortement encadrés par l'aide humanitaire, en particulier la Croix-Rouge suisse. L'adjoint Caquel faisant office de maire responsable de La Neuveville se demande s'il est bien raisonnable de reconstruire à grand frais dans un contexte économique morose la mairie rasée alors que celle de Raon-l'Étape est devenue trop importante pour une population également réduite et démunie. Il propose une fusion à vertu économique, qui est acceptée par les deux conseils et le préfet.
Les deux villes avaient été conçues idéalement à l'origine comme complémentaires, mais pourtant elles furent longtemps antagonistes et souvent rivales dans des champs d'activités économiques semblables. Il est important de fournir une double liste des maires de La Neuveville et de Raon-l'Étape, ne serait-ce que pour faire honneur aux deux communautés disparues.

### Guerres anciennes

#### Laguerre de Trente Anset son cortège de malheurs
La fin du XVIe siècle, début du XVIIe siècle est une période sombre pour le duché, ainsi que pour l'Europe tout entière. La guerre de Trente Ans avec son cortège d'horreurs : massacres, pillages, exécutions, sont pratiqués par des troupes de reîtres ainsi que par les bande de pilleurs qui les suivent. Les Suédois en conflit avec les Français sévissent sur le territoire de la Lorraine, alors sous le règne de Charles IV. Deux combats se déroulent devant les murs de Raon. Le premier en 1635, oppose des troupes du duc de Lorraine à de la cavalerie française. La victoire reviendra aux Lorrains. En 1636, ce sont les troupes lorraines et impériales qui sont défaites. Cette même année, afin de réduire les places de résistance des Impériaux, Richelieu fait raser toutes les forteresses lorraines dont le château de Beauregard dominant Raon. Derrière tous ces passages et affrontements successifs, il ne reste que ruines et désolation. L'économie locale est dévastée, la famine, les épidémies (la peste notamment) vont s'abattre sur les populations locales rescapées. La peste notamment apparue en 1635, ne s'arrêtera que vers 1650. Elle fera des milliers de victimes. Pour Raon : « En 1710, un recensement ne donne que 194 habitants ».

### Laguerre franco-allemande de 1870

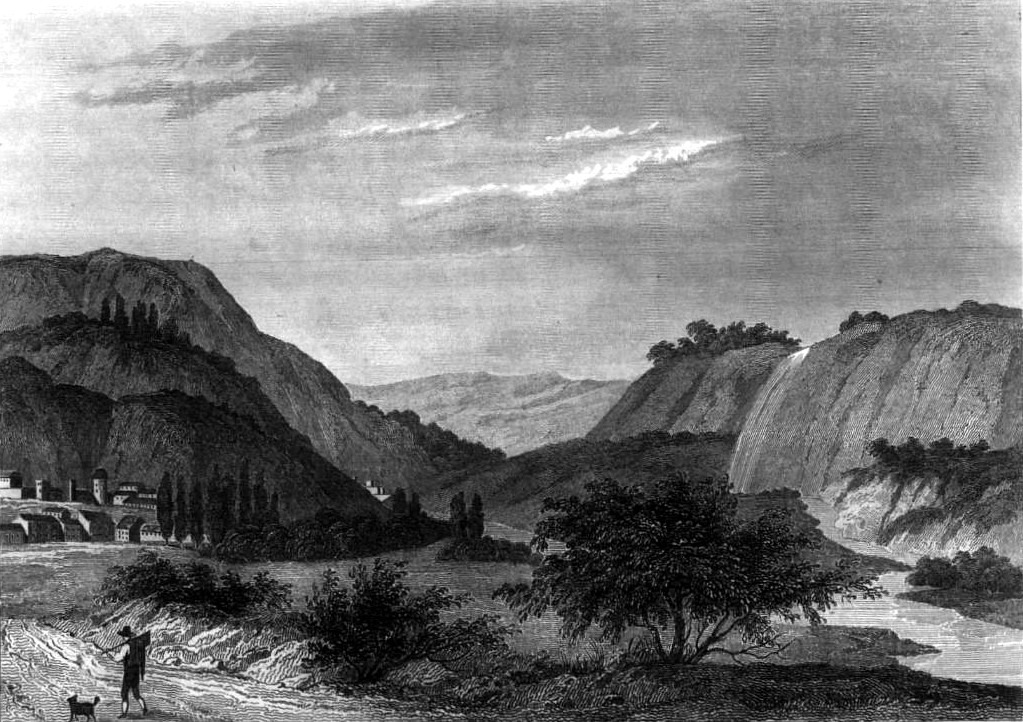
Gravure de Raon-l'Étape en 1838.

Après la défaite de l'armée impériale de Napoléon III à Sedan, et la capitulation de celle-ci le 2 septembre 1870, face à l'avancée des troupes ennemies sur les Vosges la résistance s'organise par l'agglomération de troupes disparates composées de Garde mobiles, de Francs-tireurs et de civils.
Dans la vallée de la Plaine, au lieu-dit Lajus (scieries), le 27 septembre 1870 a lieu un combat opposant les 1re et 3e compagnies du 2e bataillon de la Garde nationale mobile de la Meurthe a un détachement ennemi d'environ 500 hommes. Celui-ci, envoyé par le major Elern, arrivait de Badonviller par Pierre-Percée en reconnaissance vers la vallée de Plaine. L'engagement dure environ 1 heure et demie et fait plusieurs tués des deux côtés. Les Allemands se replient emportant leurs blessés et leurs morts.
À La Trouche deux habitants résistèrent avant de succomber. Des combats ont lieu également au faubourg de Baccarat, ainsi qu'à la côte du Clairupt, le 27 septembre 1870 ; un odonyme local (Rue du 27-Septembre-1870 ) rappelle cet événement. Des otages civils seront pris et fusillés.
La bataille la plus importante de la région a lieu le 6 octobre 1870 dans le secteur de La Salle - Nompatelize, dont elle portera le nom. Cette bataille se livre au carrefour d'importants lieux de passage vers Épinal par les cols du Haut du Bois, de Mon Repos et de la Chipotte. La victoire reviendra à la brigade badoise du général Degenfeld.
À la suite de la paix signée le 10 mai 1871 à Francfort, la ville est occupée par un bataillon du 9e régiment poméranien, qui logera chez l'habitant puis dans des baraquements qui seront construits et achevés fin décembre 1871. Le 14 novembre 1872 ce bataillon est remplacé par le 2e bataillon du 73e régiment de fusiliers hanovriens. Ils administreront Raon-l'Étape avec les autorités civiles, sans trop d'incidents majeurs. En revanche, pendant l'occupation, la ville eut à payer de nombreuses contributions, amendes pour un total de 33 840 francs. Le 30 juillet 1873, les troupes d'occupation quittèrent la ville en direction de Baccarat vers la nouvelle frontière. C'est dans une grande allégresse que la ville fêta ce départ.

### De 1871 à 1914
Lors de la répression des manifestations de 1907, quatre soldats refusent de tirer et un préfère s’enfuir.
En 1913, la menace d’un conflit avec l’Empire allemand se profile de plus en plus à l’horizon. La vallée de la Meurthe, proche de la frontière se voit équipée de garnisons prêtes à intervenir. Comme Baccarat, Senones, Saint-Dié, Raon-l'Étape se voit dotée d’une caserne (caserne Dutertre). Celle-ci est construite à la sortie du bourg sur la route en direction de Celles-sur-Plaine et du Donon.
Elle n’est pas encore terminée lorsque le 10 octobre 1913, le 21e BCP arrivant de Montbéliard, commandant Rauch en tête, est accueilli par une foule de Raonnais en liesse.

### LaPremière Guerre mondiale(1914-1918)

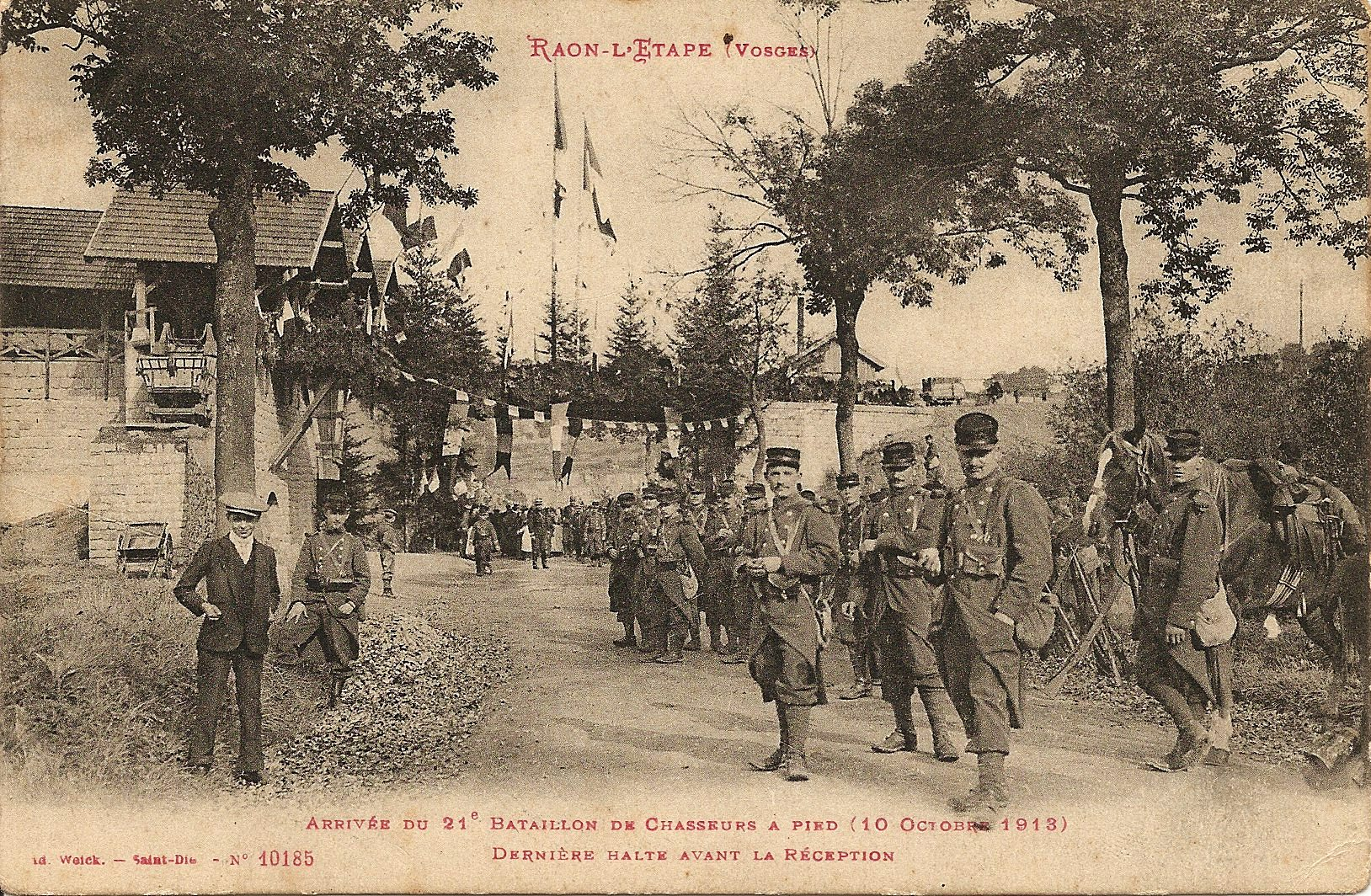
Arrivée du 21e BCP dans sa caserne le 10 octobre 1913 (fonds photographique Ad. Weick).

Le 31 juillet 1914, le bataillon quitte ses quartiers pour aller occuper ses emplacements de couverture vers Celles-sur-Plaine et Allarmont. Le 3 août c’est la guerre. Le bataillon participe aux combats meurtriers du Petit Donon, où les premiers Raonnais trouvent la mort.
À la suite de l'échec de la IIe armée française en Lorraine (Morhange), les Ire et IIe armées françaises battent en retraite vers la Meurthe. La 13e division d'infanterie recule tout en combattant par la vallée de la Plaine, combats de Badonviller, de Raon, La Neuveville-lès-Raon, bataille d'arrêt de la rive gauche de la Meurthe, La Haute-Neuveville La Chipotte. D’autres chasseurs de Raon, parmi tant d’autres, meurent dans la ville qui les a vus naître, ainsi que dans les forêts environnantes.
Fin août, le 21e corps d’armée quitte les Vosges pour participer à la bataille de la Marne. Pendant cette guerre, plus de 2 300 chasseurs sont tués. Parmi eux, 124 habitants de Raon-l'Étape et de La Neuveville.
La présence du 21e bataillon de chasseurs à pied. a marqué la mémoire de Raon-l'Étape, dont une rue porte le nom du 21e BCP ; il s'agit de portion de la D.392a allant vers Celles-sur-Plaine, et conduisant vers les « anciennes casernes » du bataillon.
- Combats et occupation allemande de la ville[33] (24 août-12 septembre 1914)

Le 24 août 1914, le 21e corps d'armée tout entier est passé en rive gauche de la Meurthe. Les chasseurs des 20e et 21e BCP se battent aux ponts et passerelles de Raon, à la gare, le long de la ligne de chemin de fer, puis se replient vers la Haute-Neuveville, le col de la Chipotte tout en se battant. Le 25 août, les Ire et IIe armée françaises sont prêtes pour arrêter les armées allemandes. La bataille de la Meurthe, comprenant la bataille du Grand-Couronné, la bataille de la trouée de Charmes, de la Chipotte, de la Haute Meurthe, commence et dure jusqu'à début septembre. L'aile gauche allemande est définitivement arrêtée sur cette ligne de la Meurthe.
Raon-l'Étape ne reste pas longtemps sous occupation allemande. À partir du 6 septembre 1914, l’ennemi se replie, le 11, le général Dubail commandant la Ire armée, ordonne la contre-offensive. Le 12 septembre les Français font de nouveau leur entrée dans Raon-l'Étape. L'occupation allemande de la ville n'a duré que 19 jours, mais les destructions volontaires laissent la ville aux trois quarts détruite. Les viols et le pillage se sont succédé. La nouvelle ligne de front se stabilise à une douzaine de kilomètres, parallèlement à la rive droite de la Meurthe, au niveau du col de La Chapelotte-La Fontenelle  ; cette ligne, tout en continuant de connaître localement des épisodes meurtriers espacés, notamment comme la guerre de mines à La Chapelotte, n'évolue plus jusqu’au cessez-le-feu.
La commune de Raon-l'Étape a été décorée le 30 août 1920 de la Croix de guerre 1914-1918.
L'ancienne commune de La Neuveville-lès-Raon (rattachée à Raon-l'Étape) a été décorée le 21 octobre 1920 de la croix de guerre 1914-1918.
- Liens internes :
  - Le 21e bataillon de chasseurs à pied  ;
  - Les combats du Donon & Petit Donon ;
  - Bataille de la Chipotte.

### La Seconde Guerre mondiale
La ville a souffert des deux guerres mondiales, pillée et incendiée en 1914 et 1944. Traversée par le Schutzwall West la ville est libérée le 17 novembre 1944, le 339e régiment d'infanterie américain, intégré à la 100e Division d'Infanterie américaine, qui poursuit, ensuite, sa progression vers l'est.
Le 12 avril 1947, la commune de La Neuveville-lès-Raon, occupant la rive gauche de la Meurthe, a fusionné avec Raon-l'Étape.
La commune de Raon-l'Étape a été décorée, le 11 novembre 1948, de la Croix de guerre 1939-1945 avec étoile d'argent.

## Politique et administration

### Intercommunalité
La commune est membre de la Communauté d'agglomération de Saint-Dié-des-Vosges  issue de la fusion en 2017 de six communauté de communes.

## Urbanisme

### Typologie
Au 1er janvier 2024, Raon-l'Étape est catégorisée petite ville, selon la nouvelle grille communale de densité à sept niveaux définie par l'Insee en 2022.
Elle appartient à l'unité urbaine de Raon-l'Étape, une agglomération inter-départementale regroupant trois  communes, dont elle est ville-centre,,. Par ailleurs la commune fait partie de l'aire d'attraction de Saint-Dié-des-Vosges, dont elle est une commune de la couronne,. Cette aire, qui regroupe 47 communes, est catégorisée dans les aires de 50 000 à moins de 200 000 habitants,.

### Occupation des sols
L'occupation des sols de la commune, telle qu'elle ressort de la base de données européenne d’occupation biophysique des sols Corine Land Cover (CLC), est marquée par l'importance des forêts et milieux semi-naturels (67,6 % en 2018), en diminution par rapport à 1990 (70,8 %). La répartition détaillée en 2018 est la suivante :
forêts (64,1 %), zones urbanisées (14,9 %), zones agricoles hétérogènes (7 %), mines, décharges et chantiers (5,6 %), milieux à végétation arbustive et/ou herbacée (3,5 %), zones industrielles ou commerciales et réseaux de communication (2,9 %), prairies (2 %). L'évolution de l’occupation des sols de la commune et de ses infrastructures peut être observée sur les différentes représentations cartographiques du territoire : la carte de Cassini (XVIIIe siècle), la carte d'état-major (1820-1866) et les cartes ou photos aériennes de l'IGN pour la période actuelle (1950 à aujourd'hui).

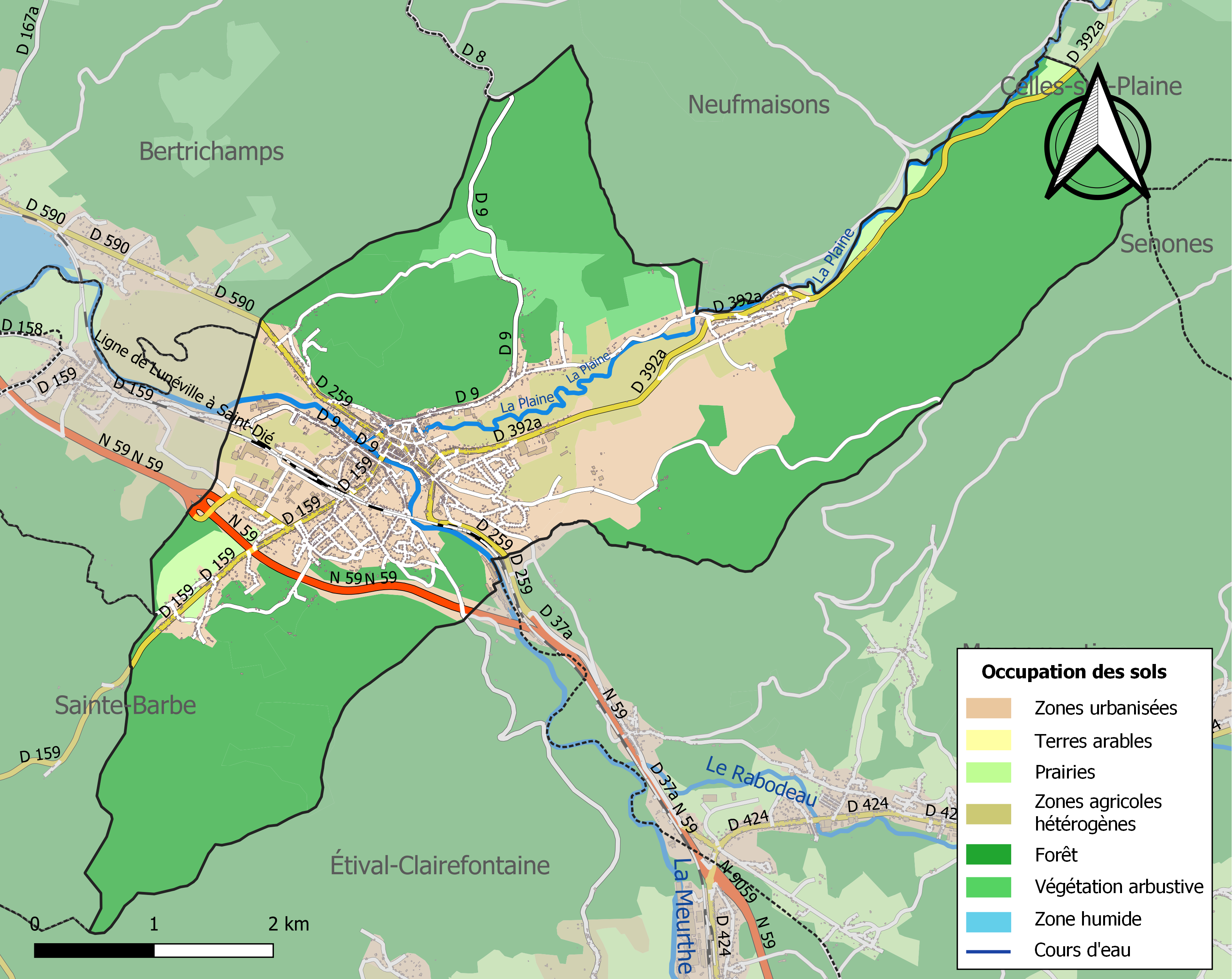
Carte des infrastructures et de l'occupation des sols de la commune en 2018 (CLC).

### Budget et fiscalité 2022

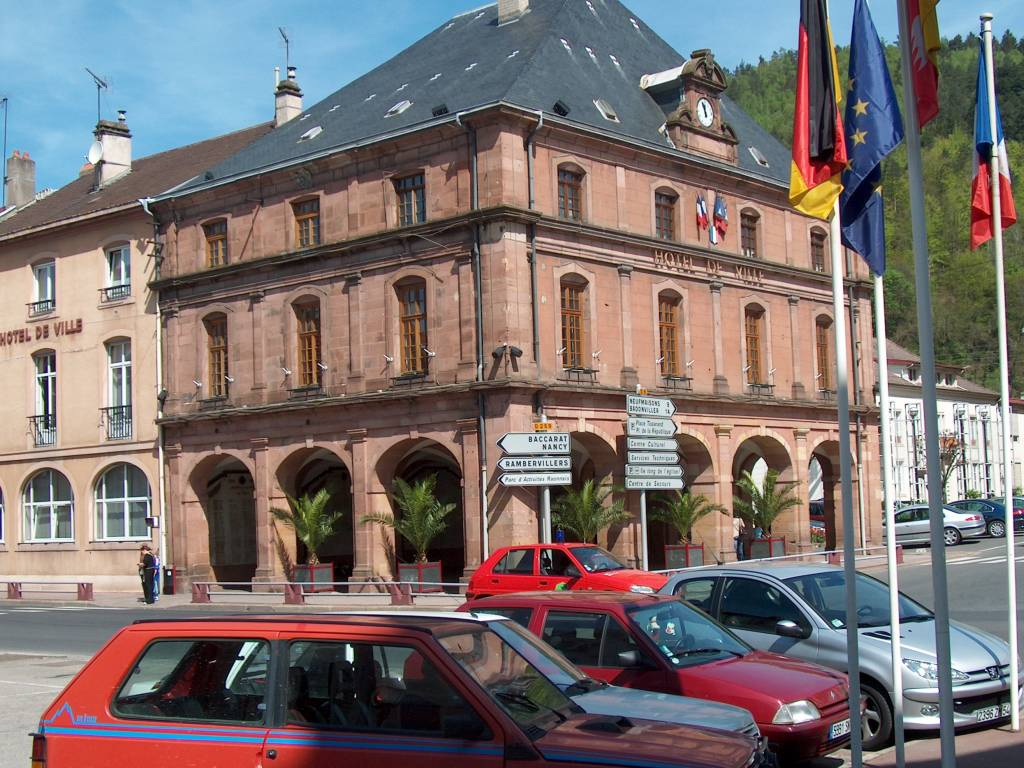
Mairie de Raon-l'Étape.

En 2022, le budget de la commune était constitué ainsi :
- total des produits de fonctionnement : 6 965 000 €, soit 1 098 € par habitant ;
- total des charges de fonctionnement : 6 603 000 €, soit 1 041 € par habitant ;
- total des ressources d'investissement : 2 900 000 €, soit 457 € par habitant ;
- total des emplois d'investissement : 2 952 000 €, soit 465 € par habitant ;
- endettement : 4 220 000 €, soit 665 € par habitant.

Avec les taux de fiscalité suivants :
- taxe d'habitation : 22,21 % ;
- taxe foncière sur les propriétés bâties : 40,70 % ;
- taxe foncière sur les propriétés non bâties : 36,29 % ;
- taxe additionnelle à la taxe foncière sur les propriétés non bâties : 0,00 % ;
- cotisation foncière des entreprises : 0,00 %.

Chiffres clés Revenus et pauvreté des ménages en 2021 : médiane en 2021 du revenu disponible, par unité de consommation : 19 380 €.

### Liste des maires
Le canton de Raon-l'Étape compte 40 communes.
La ville appartient à la communauté d'agglomération de Saint-Dié-des-Vosges.

### Jumelages
Raon-l'Étape est jumelée avec Kuppenheim (Allemagne) depuis 1986 et Filottrano (Italie) depuis 2007.

## Population et société

### Démographie
L'aire urbaine de Raon-l'Etape compte 7 793 habitants pour 3 communes d’après l'INSEE :
- Bertrichamps (54065)
- Thiaville-sur-Meurthe (54519)
- Raon-l'Étape (88372)

#### Évolution démographique
L'évolution du nombre d'habitants est connue à travers les recensements de la population effectués dans la commune depuis 1793. Pour les communes de moins de 10 000 habitants, une enquête de recensement portant sur toute la population est réalisée tous les cinq ans, les populations de référence des années intermédiaires étant quant à elles estimées par interpolation ou extrapolation. Pour la commune, le premier recensement exhaustif entrant dans le cadre du nouveau dispositif a été réalisé en 2005.

En 2022, la commune comptait 6 011 habitants, en évolution de −6,46 % par rapport à 2016 (Vosges : −2,96 %, France hors Mayotte : +2,11 %).
| 1793  | 1800  | 1806  | 1821  | 1831  | 1836  | 1841  | 1846  | 1856  |
| ----- | ----- | ----- | ----- | ----- | ----- | ----- | ----- | ----- |
| 2 156 | 2 528 | 2 625 | 2 962 | 3 244 | 3 517 | 3 542 | 3 579 | 3 449 |

| 1861  | 1866  | 1872  | 1876  | 1881  | 1886  | 1891  | 1896  | 1901  |
| ----- | ----- | ----- | ----- | ----- | ----- | ----- | ----- | ----- |
| 3 519 | 3 709 | 3 771 | 3 951 | 3 962 | 3 973 | 4 036 | 4 441 | 4 450 |

| 1906  | 1911  | 1921  | 1926  | 1931  | 1936  | 1946  | 1954  | 1962  |
| ----- | ----- | ----- | ----- | ----- | ----- | ----- | ----- | ----- |
| 4 771 | 4 987 | 4 099 | 4 150 | 4 030 | 4 093 | 6 331 | 6 987 | 7 606 |

| 1968  | 1975  | 1982  | 1990  | 1999  | 2005  | 2006  | 2010  | 2015  |
| ----- | ----- | ----- | ----- | ----- | ----- | ----- | ----- | ----- |
| 7 696 | 7 741 | 7 039 | 6 780 | 6 749 | 6 708 | 6 728 | 6 528 | 6 420 |

| 2020  | 2022  | - | - | - | - | - | - | - |
| ----- | ----- | - | - | - | - | - | - | - |
| 6 113 | 6 011 | - | - | - | - | - | - | - |

### Enseignement
Établissements d'enseignements :
- École maternelle ;
- Écoles primaires[56] ;
- Collèges : le collège Louis-Pasteur, rénové en 2008 ;
- Lycée professionnel.

### Santé
- Médecins[57] ;
- Hôpital local de Raon-l'Etape[58].

### Cultes
- Culte catholique, Paroisse Saint Luc, Diocèse de Saint-Dié[59] ;
- Culte protestant[60],[61] ;
- Mosquée turque[62].

### Sports
- Football : Union sportive raonnaise.

## Économie

### Entreprises et commerces
L'activité économique de Raon-l'Étape est traditionnellement industrielle et commerciale. L'industrie repose sur quelques entreprises importantes : papeteries, carrière, fonderie et mécanique, plastique, textile, confection ou encore télécommunications. Le commerce attire les habitants des communes voisines, notamment le samedi matin, jour de marché.

#### Agriculture
- Sylviculture et autres activités forestières.
- Élevage de chevaux et d'autres équidés.
- Élevage d'ovins et de caprins.
- Élevage de vaches laitières.
- Élevage de volailles

#### Tourisme
- Hébergements et restauration à Raon-l'Étape, La Voivre, Baccarat, Senones, Jeanménil, Rambervillers.

#### Commerces
- Commerces et services de proximité.

## Culture locale et patrimoine

### Lieux et monuments

#### Édifices civils

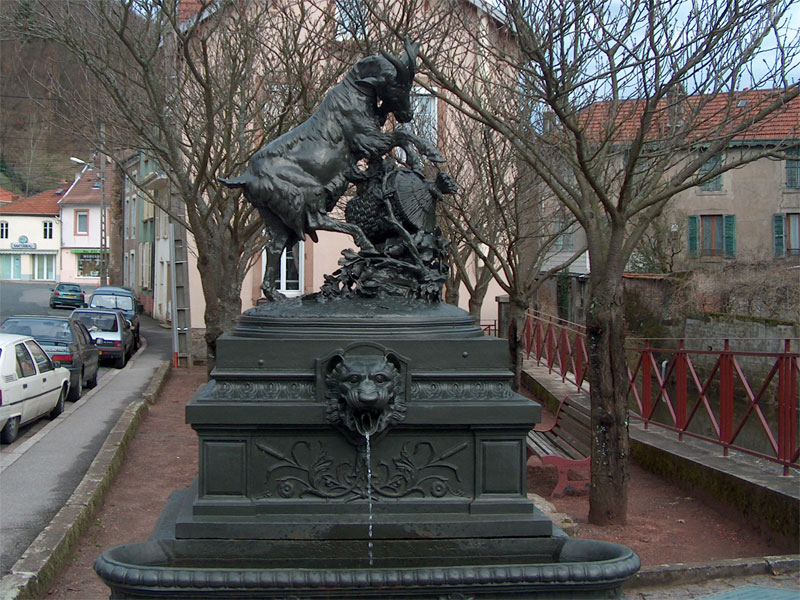
Fontaine La Chèvre.

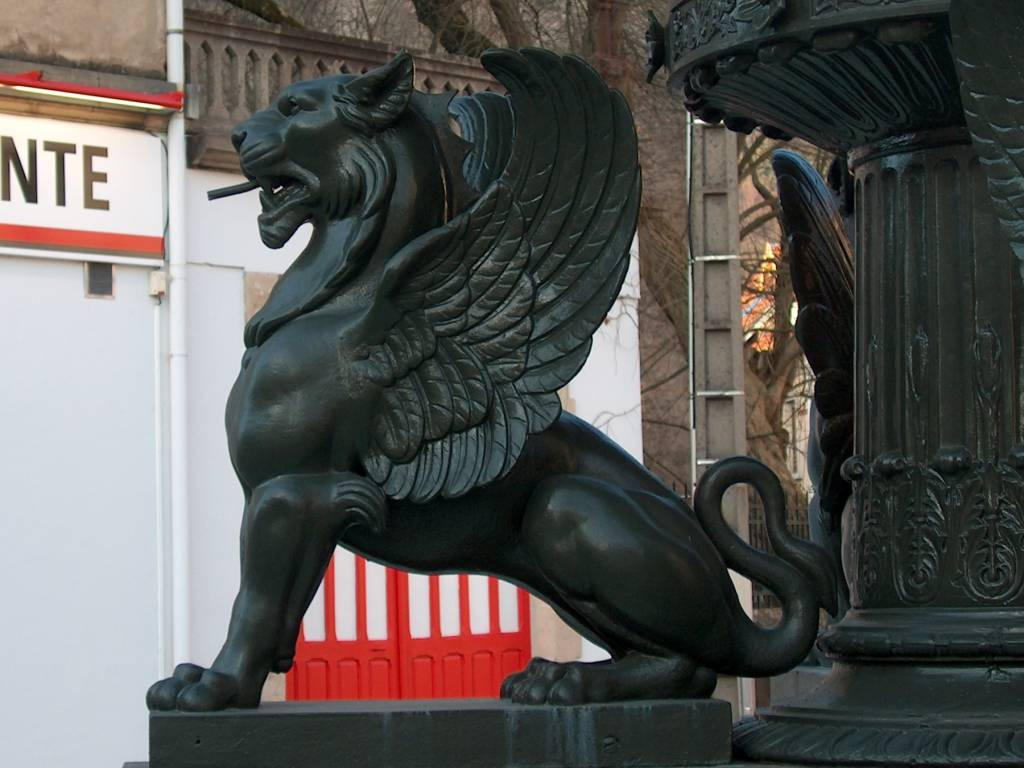
Statue de lion ailé, emblème de Raon-l'Étape.

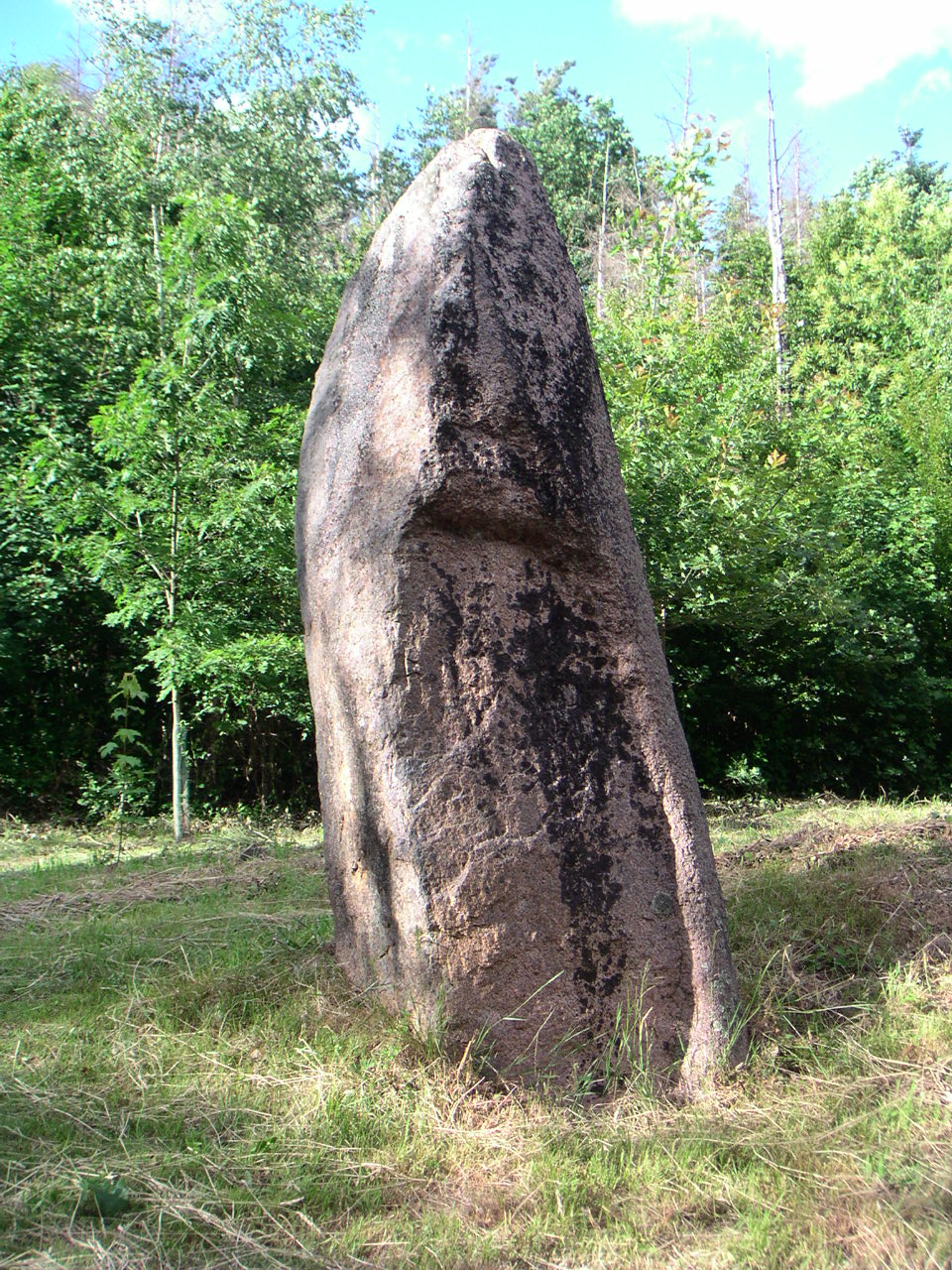
Le menhir de Pierre-Borne.

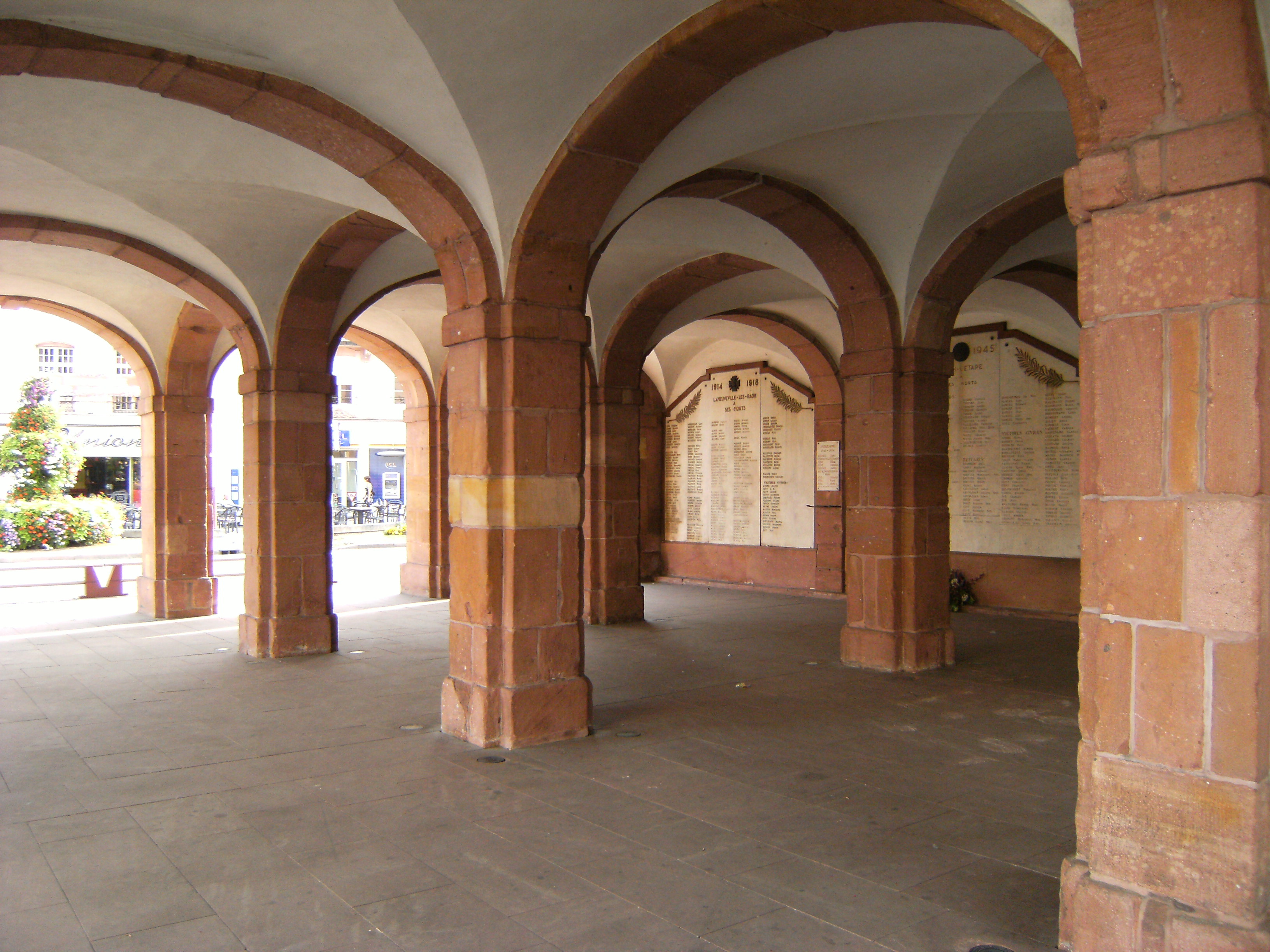
Les arcades de la mairie.

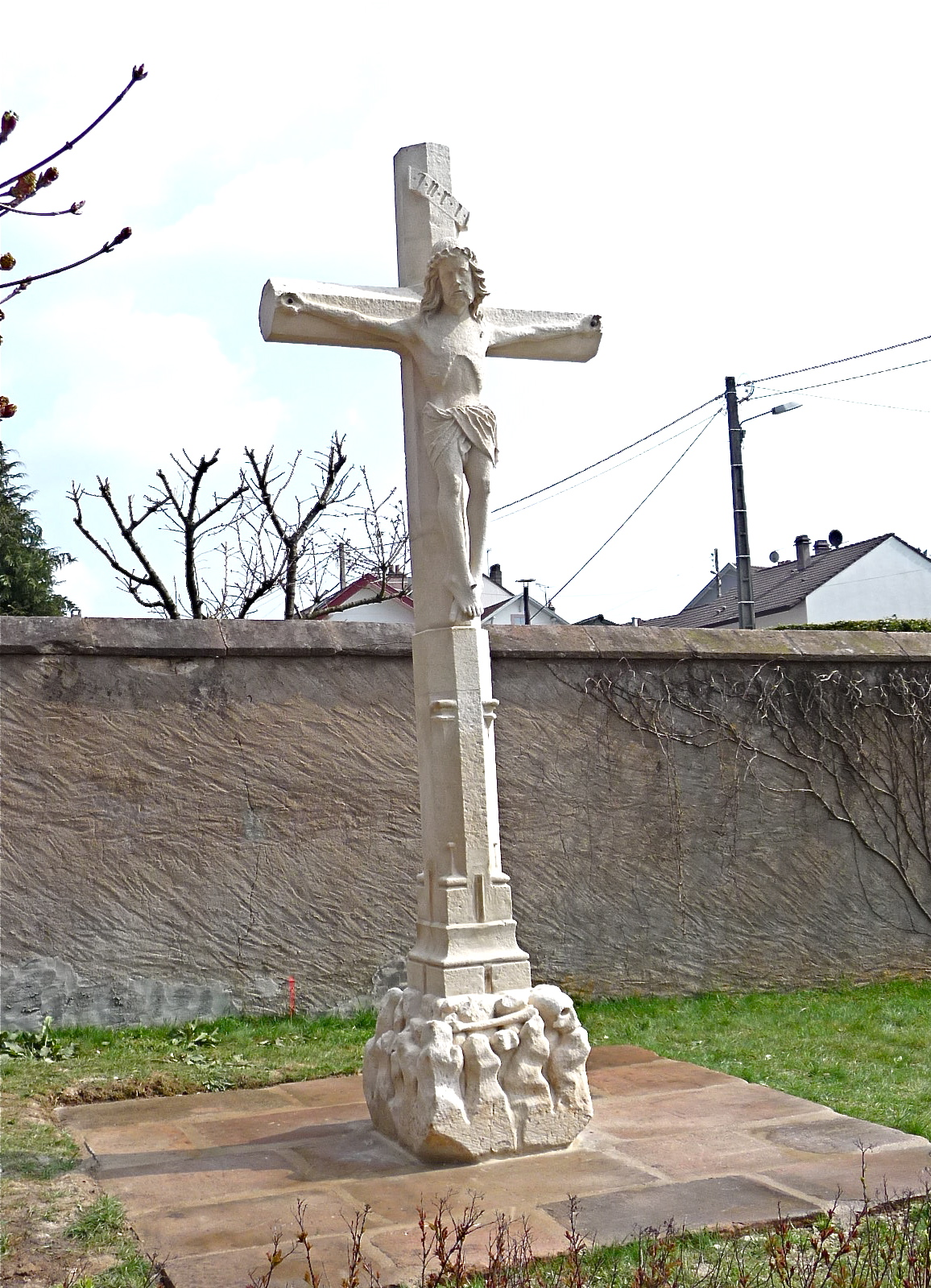
La croix classée MH rénovée en 2010.

- Le menhir, situé à la limite du département au lieu-dit « Pierre-Borne », est un monolithe très régulier de granit rose[63],[64]. Il dépasse le sol de plus de 3 mètres. Classé monument historique par décret en date du 25 novembre 1924[65].
- L'hôtel de ville, construit en 1733 totalement en grès rose avec des arcades[66], est inscrit au titre des monuments historiques par arrêté du 19 décembre 1986[67]. Son horloge, datée de 1843, est inscrite au titre objet depuis 1991[68].
- Les onze fontaines du XIXe siècle, installées de 1863 à 1893 et intitulées respectivement Le Bonheur, La Chèvre, Les Trois Coliches, L'Enfant et le Cygne, L'Automne, Diane de Fabies, La Pomme de Pin, La Concorde, Les Quatre Lions, Minerve et L'Enfant. Elles sont des reproductions en fonte de fer de statues célèbres sur les modèles de J.-J. Ducel réalisées soit à la fonderie Ducel à Pocé-sur-Cisse, soit à la fonderie d'Osne-le-Val et font l'objet d'une mesure de protection par inscription au titre des Monuments historiques en date du 15 septembre 1995[69]. Les lions ailés sont en fait des griffons, animaux d'origine persane qui ont une fonction protectrice.
- Le "Oualou"[70], statue d'un radelier (voileur).
- La Halle aux blés, inscrite au titre des monuments historiques par arrêté du 19 décembre 1986[71],[72], abrite une salle de théâtre, cinéma et spectacles, ainsi qu'un lieu d'exposition, l'espace Émile Gallé[73] et le poste de police municipale[74].
- La croix monumentale fin XVIe siècle[75], située au cimetière de la Haute Chapelle. Inscrite au titre des Objets mobiliers à l'inventaire supplémentaire des Monuments Historiques. (Arrêté préfectoral No  3 623/2008 du 18 novembre 2008). Rénovée fin 2009 et réimplantée à l'entrée du cimetière de la Haute-Chapelle en avril 2010.
- La Maison fin 19e siècle[76].
- La "Maison-bulle"[77]
- Le Museumotel (ex-Motel de l'Eau Vive) construit par Pascal Haüsermann, motel construit en 1968 selon les principes de la maison bulle. Cet endroit hors normes est l'un des rares témoignages de l'architecture prospective accessible au public. Repris en 2006 après une longue période d'abandon, le Museumotel redevient une place hôtelière originale avec comme concept d'être plus qu'un hôtel : il y a un café avec une grande terrasse, mais c'est aussi un lieu culturel (patrimoine architectural du XXe siècle, expositions temporaires, concerts) au bénéfice de la décoration des dix bâtiments et de l'aménagement du jardin[78]. L'ensemble des bâtiments dits " coquillages " qui forment le Museumotel est classé au titre des monuments historiques par arrêté du 9 juillet 2014[79].
- Le Monument aux Morts est l'œuvre de l'architecte Henry Faucheur[80].

#### Bibliothèque
La Bibliothèque se trouve dans l'espace culturel François-Mitterrand.

#### Édifices religieux
- L'église Saint-Luc, situées en rive droite de la Meurthe (rue Charles Clavière)[81],[82] inscrite au titre des monuments historiques par arrêté du 19 décembre 1986[83].
- L'église Saint-Georges, situées en rive gauche de la Meurthe (rue Denfert-Rochereau)[84].
- L'église Saint-Louis à La Trouche[85].
- La chapelle et la grotte de la Vierge Marie (rue Emile-Marande)[86].
- Les ruines de la chapelle des Pestiférés (Haute-Neuveville).
- Le Temple protestant construit vers 1889[87] (21 avenue Général-de-Gaulle)[88].
- L'ancienne Synagogue[89]. Une synagogue, se trouvait sur le quai de la Victoire jusqu'en 1849. Une seconde fut construite en 1850 au lieu-dit les jardins du Pâquis, en 1949 elle fut pillée, dévastée et démolie.
- Les monuments commémoratifs de "La Neuveville-lès-Raon" et Raon-l'Étape[90]

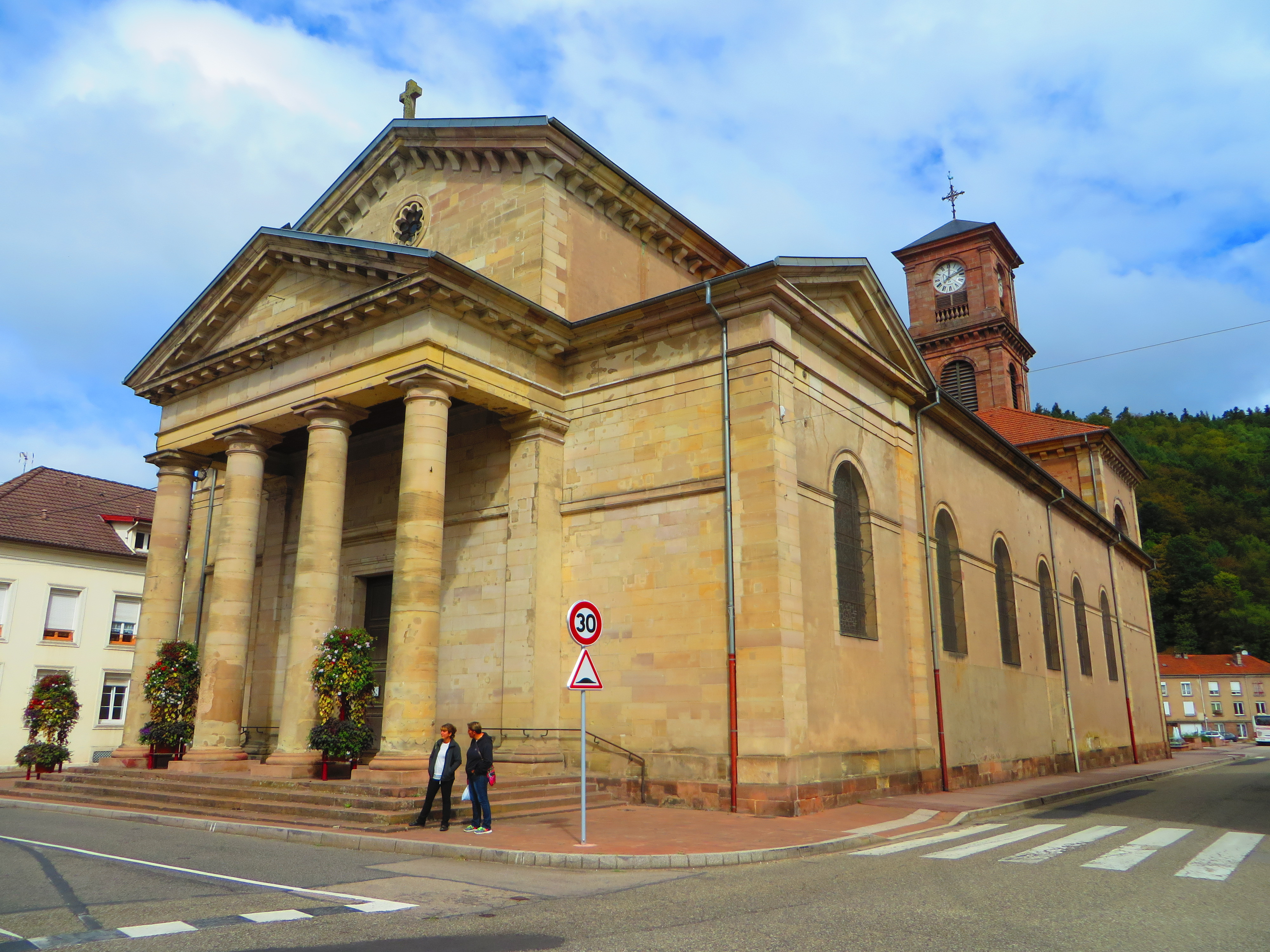
L'église Saint-Luc.
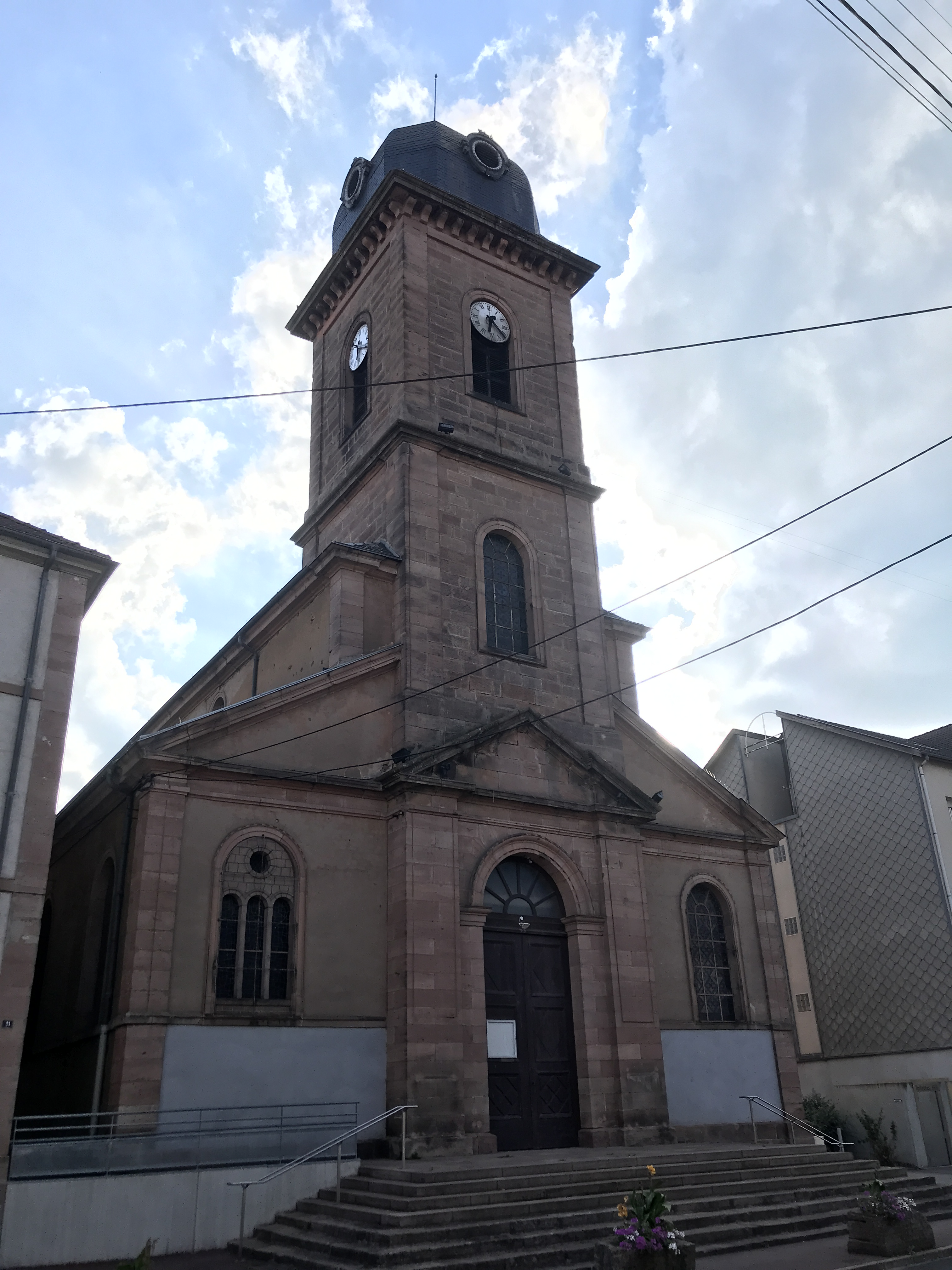
L'église Saint-Georges.
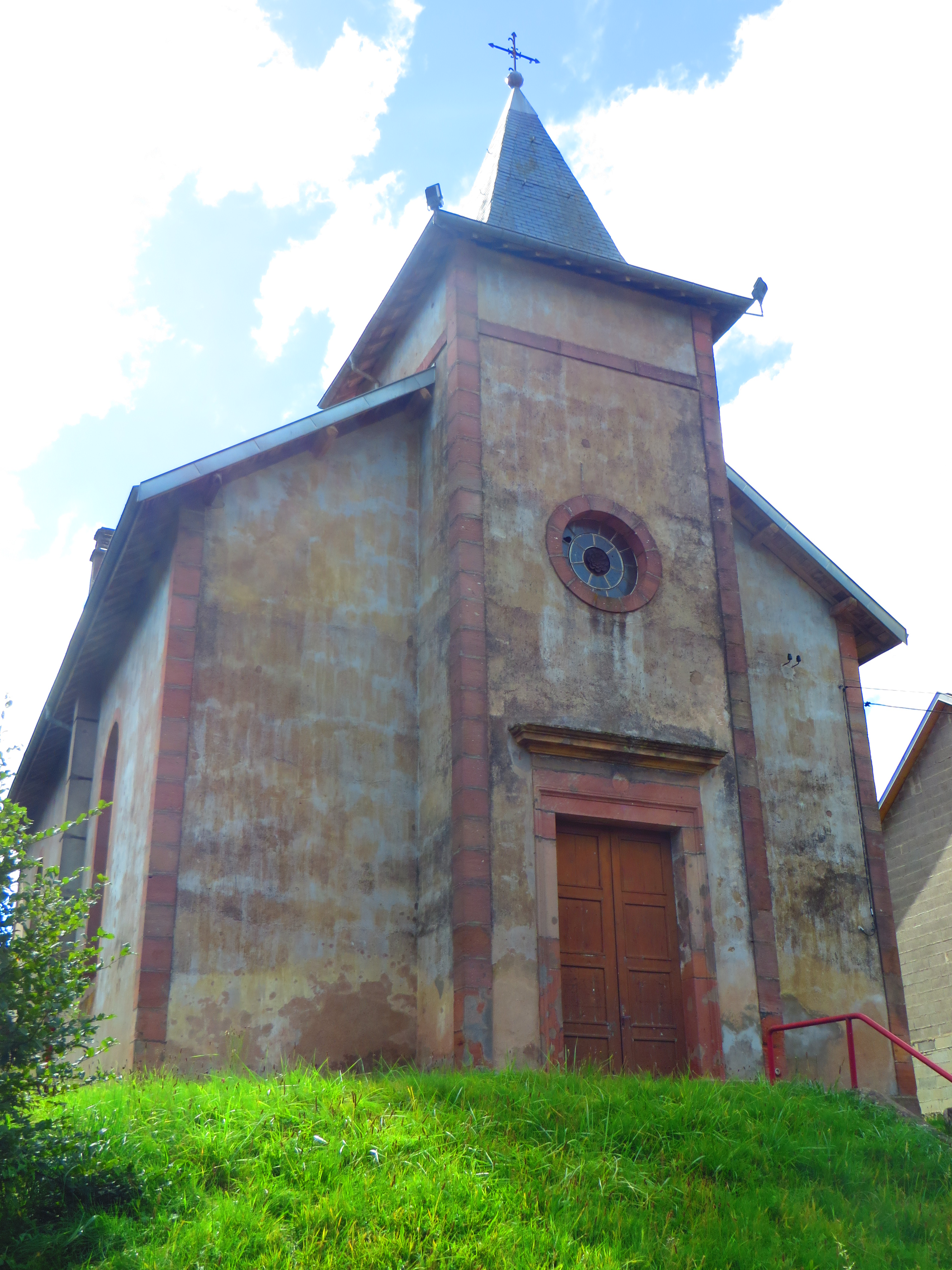
L'église Saint-Louis de la Trouche.
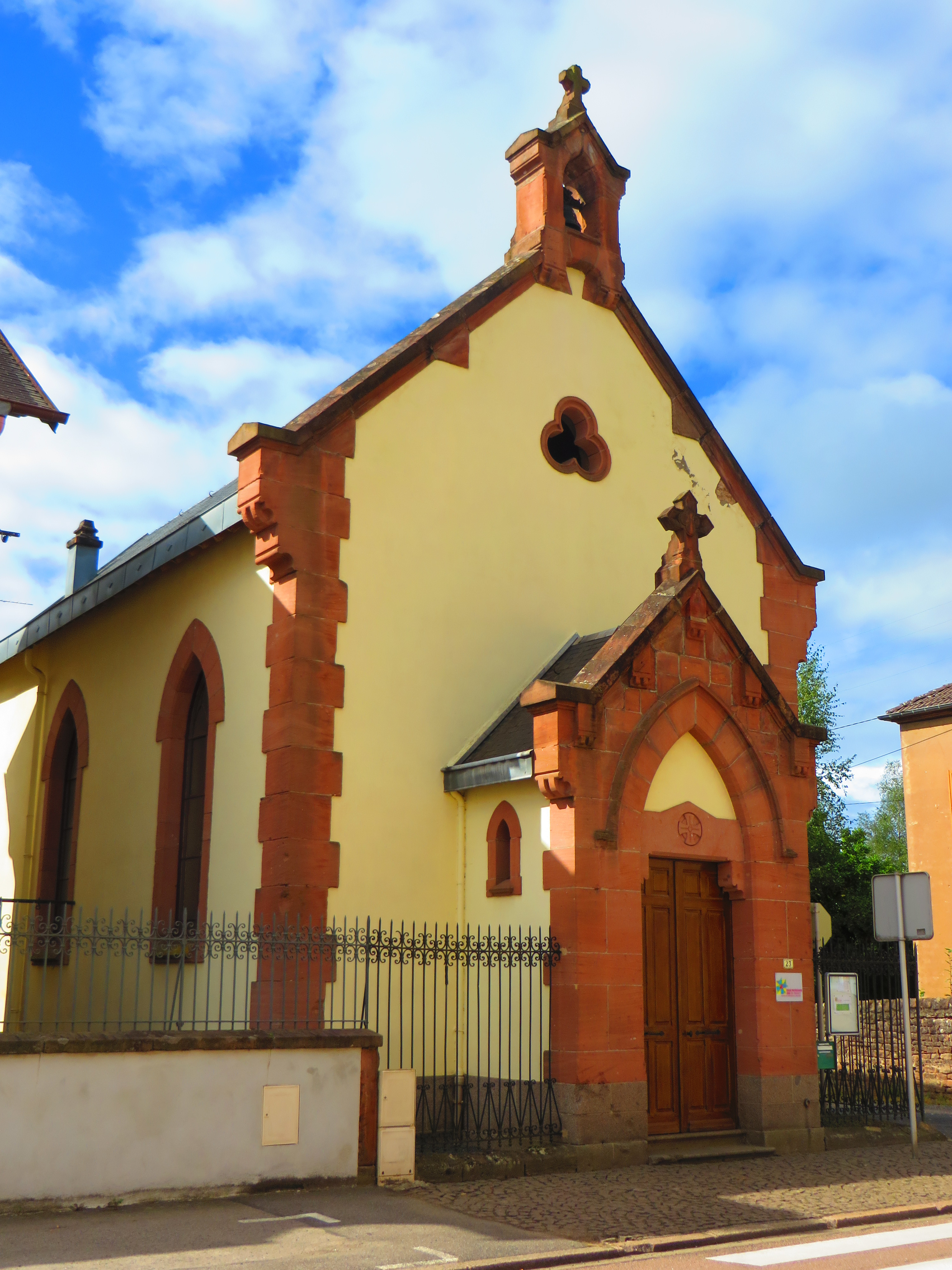
Le temple.

### Patrimoine naturel
- Le site de la Criquette[91] et le sapin qui pisse[92].
- Inventaire national du patrimoine naturel de la commune

### Personnalités liées à la commune
- Joseph Julien Souhait (1759-1842), avocat, député.
- Jean-Joseph Marchal (1822-1892), évêque catholique français né à Raon-l'Étape, évêque de Belley puis archevêque de Bourges.
- Jacques Mellez[93] (1804-1866), médecin. Né à Rosières-aux-Salines, il exerça son métier de médecin, généreux, il « oubliait » bien souvent de faire payer les indigents d'où son surnom de « médecin des pauvres ». Déjà malade, il participa à la lutte contre l'épidémie de choléra qui toucha la ville de novembre à décembre 1865 ; il mourut peu après, le 16 juin 1866. Il légua le peu qu'il avait au Bureau de bienfaisance et à l'orphelinat de Raon-l'Étape. Il fut fait citoyen d'honneur de la ville ; à travers le temps, son nom fut donné à différentes rues. En 2004, l'hôpital rural de la ville, situé rue Jacques-Mellez, était officiellement baptisé de son nom. Sa modeste tombe[94] se trouve au cimetière de la Haute Chapelle, le long de l'allée centrale. L'hôpital de Raon-l'Étape, ayant pris pour nom celui du docteur Jacques Mellez, il a ainsi pris en charge l'entretien de sa sépulture. Celle-ci a été rénovée pour le baptême de l'hôpital en 2004.
- Paul Descelles (1851-1915), peintre.
- Alfred Renaudin (1866-1944), artiste peintre.
- Jean Crouzier (1899-1970), homme politique.
- Georges Wambst (1902-1988), coureur cycliste, champion olympique par équipe sur route en 1924, champion de France de demi-fond ensuite et stayer de talent, mort à Raon-l'Étape.
- Suzanne Flon (1918-2005), comédienne, a passé une partie de sa vie à Raon-l'Étape.
- Alain Schneider, chanteur pour enfants.
- Alain Devaquet (1942-2018), homme politique français.
- La famille Sadoul dont fait partie Georges, historien du cinéma né à Nancy, est originaire de Raon-l'Étape. Charles Sadoul[95] (1872-1930), fondateur de la revue Le Pays lorrain en 1904, était Raonnais. Son frère Louis Sadoul[96],[97] (1870-1937), également né et décédé à Raon-l'Étape, fit carrière dans la magistrature. Passionné d'histoire locale, il tint de nombreuses conférences sur l'histoire de sa ville natale, écrivit de nombreux articles dans Le Pays Lorrain (revue qu'il dirigea après la mort de son frère en 1930), et publia de nombreux ouvrages.
- La famille Geisler : Louis Geisler, fondateur des papeteries des Châtelles en 1876, et ses deux fils Emmanuel Geisler, qui dirigent les papeteries et financent le périodique républicain national Le Messager vosgien, et Jean Geisler (1884-1937), président du conseil d'administration des papeteries, administrateur de la banque de France à Metz, conseiller municipal de Sorbey en Moselle, président de la commission de surveillance de l'association des producteurs de blé de la Moselle, membre des Croix-de-Feu et du Parti social français, inhumé à Raon en janvier 1937.
- Gustave Lesaing, journaliste et administrateur, Dictionnaire des Vosgiens célèbres, ÉcriVosges / Bernard Visse.
- Jean Joseph Marchal, archevêque de Bourges, ÉcriVosges/ Bernard Visse.
- Roland Zaninetti (1928-2010) : accordéoniste officiel du Tour de France de 1962 à 1971.

### Héraldique
| Blason de Raon-l'Étape | Blason  | De gueules, à une rose d'argent, boutonnée d'or |
| Blason de Raon-l'Étape | Détails | Il n'est pas possible de dire pourquoi la rose a été choisie pour symboliser Raon. C'était un meuble héraldique fréquent des pays rhénans jusqu'en Angleterre. Le blason raonnais est authentifié dès le milieu du XIIe siècle. Le statut officiel du blason reste à déterminer. |